# Sceau du Delaware
Le Sceau de Delaware a été adopté le 17 janvier 1777 et légèrement modifié le 29 avril 2004.

## Éléments du sceau
Au centre du sceau, on voit un blason composé de stries rouges, bleues et blanches. Sur la strie rouge se trouvent une botte de blé et un épi de maïs. Sur la strie blanche est présent un bœuf debout, sur l'herbe. Au-dessus du blason, il y a un voilier. Le blason est soutenu par un fermier à gauche et un soldat à droite.
- La botte de blé est tirée du sceau du Comté de Sussex et symbolise la dynamique agricole de l'état ;
- L'épi de maïs est tiré du sceau du Comté de Kent et symbolise la base agricole de l'économie de l'état ;
- La strie bleue, au-dessus du bœuf, représente la rivière Delaware, le principal moyen du commerce de l'état et du transport ;
- Le bœuf représente l'importance de l'élevage dans l'économie de l'état ;
- Le navire est le symbole de la construction de bateaux du Comté de New Castle et par extension de l'activité maritime de l'État ;
- Le fermier représente le rôle central de l'agriculture dans l'État ;
- Le soldat, un milicien avec son mousquet, symbolise le rôle crucial du soldat-citoyen à la maintenance des libertés américaines ;
- La devise, « la Liberté et l'Indépendance », a été fournie par l'Ordre de Cincinnati.

## Inscription
L'inscription dans la bordure dit ceci : « le grand Sceau de l'État du Delaware » et les dates 1704, 1776 et 1787.
- Les Comtés du Delaware ont établi leur propre Assemblée Générale en 1704 ;
- Le Jour de Séparation, le 15 juin 1776, était le jour où l'Assemblée Générale coloniale a déclaré le Delaware comme un État indépendant ;
- Le Jour du Delaware, le 7 décembre 1787, était le jour où le Delaware devint le premier État américain.

## Histoire
Le sceau a été à l'origine adopté en 1777 avec les modifications mineures faites en 1793, 1847, et 1907. La version actuelle a été adoptée en 2004.
- De 1793 jusqu'à 1847 les figures du fermier et du soldat du sceau ont été supprimées ;
- En 1847 la devise "Liberté et indépendance," a été ajoutée sur un ruban sous le bouclier ;
- En 1907 le sceau a été « modernisé » et « THE DELAWARE STATE » a été changé pour devenir « THE STATE OF DELAWARE ».